# Ville fortifiée
 (octobre 2024).
Si vous disposez d'ouvrages ou d'articles de référence ou si vous connaissez des sites web de qualité traitant du thème abordé ici, merci de compléter l'article en donnant les références utiles à sa vérifiabilité et en les liant à la section « Notes et références ».
 (août 2009).

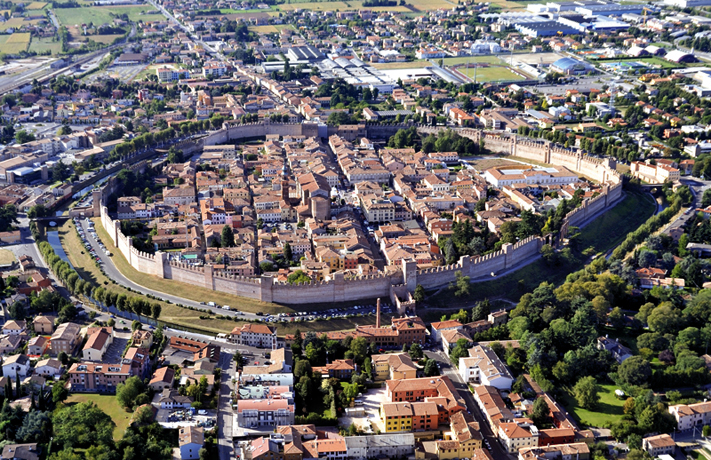
Cittadella, en Italie, un exemple parfait de ville fortifiée.

Une ville fortifiée est une cité autour de laquelle est construite une fortification constituant un système de défense, des remparts, pour la protéger des invasions extérieures.

## Histoire
Construire un mur fut une démarche courante pour protéger la ville d'éventuels assaillants ou d'émeutes extérieures.

## Villes fortifiées européennes
Nombreuses en Europe, les villes fortifiées sont souvent caractérisées par un centre historique dense et peuplé, regroupant les fonctions vitales de la cité (administratif, juridique, santé…), (partie intra-muros) ; et une rupture nette à l'extérieur de celui-ci, caractérisant la « banlieue » correspondant à une zone de servitude militaire inconstructible en théorie non ædificandi qui se couvrit tantôt de baraques, de taudis, de faubourgs de moindre densité comptant souvent des exploitations agricoles.
Peu de villes possèdent encore leurs systèmes défensifs. Ayant perdu leur fonction défensive et entravant leur développement, elles sont nombreuses à avoir supprimé au moins une partie de leurs murailles.

### Exemple: Montmédy
À titre d'exemple, on peut citer une ville fortifiée particulière : Montmédy. Depuis le traité des Pyrénées de 1659, c'est une ville française située au nord de la Meuse en région Lorraine. Montmédy était une citadelle fortifiée sous influence de la couronne d'Espagne jusqu'en 1657. Le seigneur Jean d'Allamont en a été le dernier seigneur indépendant. Il référait à Charles Quint, roi des Espagnes, empereur du Saint-Empire romain germanique.
Lors du siège de 1657 par les troupes du jeune roi Louis XIV, c'est Vauban qui conduit les travaux de sape de la forteresse. Une formidable armée de 20 000 soldats aguerris fit le siège durant deux mois de la ville. La défense, constituée par les bourgeois de la ville et encadrée par quelques soldats, compte environ 700 défenseurs commandés par Jean d'Allamont qui défend la ville avec obstination, mais sera blessé mortellement au soixantième jour du siège. En 1659, Montmédy devient ville française par le traité des Pyrénées et Vauban en perfectionne les fortifications.
Aujourd'hui, la ville haute fortifiée du XVIIe siècle et du XVIIIe siècle est dans un parfait état de conservation. La ville nouvelle de Montmédy s'est développée à l'extérieur des remparts à partir du XIXe siècle.
Un musée consacré aux fortifications de Vauban est installé dans la ville haute.
Dès les guerres napoléoniennes, il apparaissait clairement que les fortifications ne pouvaient plus constituer un point de défense durable. La solution consista en la conception et la réalisation de la ligne Maginot dont de nombreux fortins militaires ont été édifiés à proximité de Montmédy. Les habitants y travaillaient encore à la hâte aux derniers jours de mai 1940 durant la « drôle de guerre ».

## Villes embastionnées de la Renaissance italienne
La ville de Lucques en Toscane a conservé ses remparts Renaissance décrivant un périmètre de 4,2 km. Ceux-ci enserrent la vieille ville.